# Бібліотека № 157 для дітей
Бібліотека № 156 Дарницького району м. Києва.

## Адреса
02091 м. Київ, вул. Архітектора Вербицького, 9-і

## Характеристика
Площа приміщення бібліотеки — 300 кв.м., Книжковий фонд — 23 723 тис.примірників. Щорічно обслуговує 4,3 тис. користувачів. кількість відвідувань за рік — 40.0 тис., книговидач — 84,0 тис. примірників.

## Історія бібліотеки
Бібліотека заснована у 2000 році. Сучасний дизайн, комфортність, цікаво вирішене питання оформлення книжкового фонду з урахуванням вікових особливостей маленьких користувачів бібліотеки стало запорукою успіху бібліотеки у дітей. Вони прагнуть не тільки тут отримати інформацію, а й провести вільний час.
Структура бібліотеки: відділ обслуговування дошкільників та учнів 1-6 класів (абонемент і читальний зал),
відділ обслуговування учнів 7-9 класів, молоді та інших груп читачів (абонемент і читальний зал);
ігрова кімната- відеотека.
Бібліотека співпрацює з громадською організацією дітей-інвалідів «Церебрал», з педколективами шкіл, гімназій, дитячими садочками, з видавництвом журналу «Малятко».
Бібліотека, упродовж багатьох років, продовжує роботу по накопиченню та систематизації матеріалів, щодо творчої спадщини письменника В. Малика. Налагоджені стосунки з родиною письменника. Робота ведеться на здобуття бібліотекою імені В. Малика.
Організована постійно-діюча виставка творчих робіт читачів «Пензлик, фарби і натхнення».
У бібліотеці працює група за інтересами «Малята і звірята».